# Historisches Seminar (Universität Hamburg)
Das Historische Seminar ist das älteste geisteswissenschaftliche Institut der Universität Hamburg. Gegründet wurde es im Jahr 1907.
Der Fachbereich Geschichte, welchen das seit 1962 im Philosophenturm ansässige Historische Seminar innerhalb der Fakultät für Geisteswissenschaften vertritt, umfasste im Jahr 2018 sechs Arbeitsbereiche: die epochenbezogenen Arbeitsbereiche Alte Geschichte und Mittelalter, die Arbeitsbereiche Deutsche Geschichte, Europäische Geschichte und Globalgeschichte sowie den Arbeitsbereich Public History.
2018 gehörten dem Seminar 19 aktive Professoren an.

## Geschichte

### Vorgründungszeit
Die institutionalisierte wissenschaftliche Auseinandersetzung mit Geschichte erfolgte in Hamburg bereits vor 1907, dem Jahr, in welchem das Historische Seminar errichtet wurde: Das Staatsarchiv der Freien und Hansestadt Hamburg, die Commerzbibliothek und das Akademische Gymnasium, das über eine eigene Professur für Geschichte verfügte, bildeten hierfür den Rahmen.
An diesen Institutionen wirkten beispielsweise Johann Martin Lappenberg, Ernst Baasch, Christian Friedrich Wurm und Ludwig Aegidi.
Innerhalb des insbesondere vom Akademischen Gymnasium getragenen Allgemeinen Vorlesungswesens wurden Vorträge zu historischen Themen angeboten. Nach der Auflösung des Gymnasiums im Jahr 1883 bestand das Allgemeine Vorlesungswesen fort. Vorlesungen zur Geschichte trug Ende des 19. Jahrhunderts Adolf Wohlwill bei. Er wurde 1887 zum Beamten und 1890 zum Professor ernannt.

Wohlwills Nachfolger war der Historiker Erich Marcks.

### 1907 bis 1919
Im Jahr der Berufung von Erich Marcks, 1907, wurde der Grundstein für das Historische Seminar gelegt: Ende des Jahres bewilligte die Hamburgische Bürgerschaft finanzielle Mittel für die Herrichtung ehemaliger Professorenhäuser in der Nähe der Gelehrtenschule des Johanneums und die Schaffung einer Seminarbibliothek. Marcks nahm seine Professur auf Betreiben von Werner von Melle ein, dem damaligen Präses der Oberschulbehörde. Finanziert wurde diese durch die im selben Jahr errichtete Hamburgische Wissenschaftliche Stiftung. Ein Jahr später trat Adalbert Wahl eine weitere Geschichtsprofessur in der Hansestadt an. Am neu gegründeten Historischen Seminar waren 1908 zwei Professoren tätig: Erich Marcks und Adalbert Wahl. Beide, der eine staatlicherseits, der andere über die Stiftung finanziert, widmeten sich der Neueren Geschichte, wobei Wahl sich angeboten hatte, auch die Geschichte des Mittelalters mit zu vertreten. 1911 zog das Seminar in ein von dem Hamburger Kaufmann Edmund Siemers gestiftetes Gebäude für das Allgemeine Vorlesungswesen im Hamburger Stadtteil Rotherbaum. Zuvor war Adalbert Wahl 1910 einem Ruf nach Tübingen gefolgt. Seine Nachfolge hatte Friedrich Keutgen angetreten, ein Mediävist. Erich Marcks nahm 1913 einen Ruf nach München an. Im folgte 1914 Max Lenz, ein Vertreter der Neueren Geschichte. 1922 wurde Lenz emeritiert. Seine Stelle nahm 1924 Gerhard Ritter ein. Ritter wechselte kurz darauf nach Freiburg. 1926 begann Justus Hashagen seine Lehrtätigkeit in Hamburg.
Vor dem Ersten Weltkrieg wirkten am Historischen Seminar Professoren, deren thematische Schwerpunkte auf dem Gebiet der mittelalterlichen und neuzeitlichen Geschichte lagen. Ergänzt wurde ihre Tätigkeit 1914 durch die Berufung von Richard Salomon als Ordentlicher Professor für Geschichte und Kultur Russlands am 1908 eröffneten Hamburgischen Kolonialinstitut. Salomon nahm die ihm übertragene Aufgabe ab 1916 wahr; zuvor war er zum Kriegsdienst eingezogen gewesen.
Noch ehe die Universität gegründet war, existierten in Hamburg in zwei Seminaren drei Ordinariate für Geschichte.

### 1919 bis 1933
Die Gründung der Universität nach dem Ersten Weltkrieg erweiterte die Vielfalt des geschichtswissenschaftlichen Angebots: Errichtet wurde 1919 ein Ordinariat für Alte Geschichte. Dieses nahm Erich Ziebarth ein. Ziebarth hatte sich zuvor bereits am Allgemeinen Vorlesungswesen beteiligt. Bis zu seiner Emeritierung zum Wintersemester 1936/37 lehrte Erich Ziebarth an der Hamburger Universität.
Im Jahr 1919 wies die Universität einen Lehrstuhl für Alte, zwei für Mittlere und Neuere sowie einen weiteren für Osteuropäische Geschichte auf. Hinzu kam 1927 ein Extraordinariat für Kolonial- und Überseegeschichte. Dieses erhielt Adolf Rein. Honorarprofessoren und Privatdozenten ergänzten das Lehrangebot der Ordinarien.

### 1933 bis 1945
In der Zeit des Nationalsozialismus veränderte sich die Zusammensetzung des Lehrkörpers am Historischen Seminar: Richard Salomon wurde Opfer des Gesetzes zur Wiederherstellung des Berufsbeamtentums; 1934 erfolgte seine Entlassung. Die von ihm eingenommene Stelle wurde eingespart.
Eine Aufwertung erfuhr die Stelle von Adolf Rein. Ab Wintersemester 1933/34 war dieser Ordinarius. Rein hatte sich zuvor mit einem Konzept zur Gestaltung der Universität im nationalsozialistischen Sinne empfohlen. „Die Idee der politischen Universität“ lautete der Titel einer von ihm Anfang 1933 veröffentlichten Broschüre. Im Mai d. J. avancierte er zum Beauftragten für die Universitätsreform. 1934 wurde er Rektor der Universität. Reins Rektorat endete 1938. Für die Liquidation des Osteuropäischen Seminars zeichnete er verantwortlich.
Adolf Reins einstiges Extraordinariat wurde von ihm umgewidmet in eines für Kriegsgeschichte und Wehrwissenschaft. Dieses besetzte er mit Alfred Schüz. Eine bereits genehmigte Hinausschiebung der Emeritierung von Friedrich Keutgen wurde widerrufen. Keutgens Stelle erhielt Otto Westphal. 1934 waren drei der fünf Professuren des Historischen Seminars auf Initiative von Adolf Rein mit Nationalsozialisten besetzt. Eine weitere folgte: Der die Machtübertragung an die Nationalsozialisten ablehnende Justus Hashagen wurde 1935 denunziert und später pensioniert. Seine Stelle erhielt der Nationalsozialist Otto Vehse. Vehse und seine Familie starben im Juli 1943 beim zweiten Großangriff der Royal Air Force im Rahmen der Operation Gomorrha. Otto Westphal und Alfred Schüz verloren in den 1930er Jahren nacheinander ihre Stellen. Grundlage hierfür bildete die Homosexualität beider Hochschullehrer.
Die Stelle des 1936/37 emeritierten Erich Ziebarth erhielt 1939 Hans Rudolph, der jedoch nach Beginn des Zweiten Weltkrieges zur Wehrmacht einberufen wurde. Wiederbesetzt wurde die Stelle von Alfred Schüz 1940 mit Paul Johansen. Später wurde auch Johansen zur Wehrmacht einberufen. 1941 erfolgte die Umbenennung des Extraordinariats für Kriegsgeschichte und Wehrwissenschaft in 'Extraordinariat für Hansische und Osteuropäische Geschichte'. Die Wiederbesetzung der Stelle von Otto Westphal erfolgte 1940 mit Ernst Anrich, der ein Jahr später, 1941, an die Reichsuniversität Straßburg wechselte. Zum Wintersemester 1942/43 wurde Fritz Fischer auf Anrichs Stelle berufen, zeitgleich jedoch auch zur Wehrmacht eingezogen.
Neben Adolf Rein hielt bis Kriegsende noch Heinrich Reincke Veranstaltungen am Historischen Seminar ab.

### Nach 1945
Nach Kriegsende gehörten dem Historischen Seminar mit einer Ausnahme die Ordinarien an, welche bereits vor 1945 berufen worden waren: Der 1939 in das Seminar aufgenommene Hans Rudolph begann seine Lehrtätigkeit in Hamburg im Wintersemester 1945/46. Er war der einzige hauptamtliche Professor im Fach Geschichte, der in diesem Semester lehrte. Rudolph wurde 1975 emeritiert. Ihm folgten 1976 Jürgen Deininger, 2003 Christoph Schäfer beziehungsweise 2011 Werner Rieß.
Adolf Rein wurde suspendiert. Niemals wieder hielt er am Historischen Seminar Veranstaltungen ab.
Fritz Fischer war im Automatischen Arrest; Paul Johansen in Kriegsgefangenschaft. Der Lehrstuhl von Otto Vehse war vakant.
1946 wurde Hermann Aubin auf die Stelle von Otto Vehse berufen. Aubin, Vertreter der deutschen Volkstumsforschung, trug in und außerhalb des Historischen Seminars zum Entstehen zahlreicher Beschäftigungsverhältnisse bei und machte Hamburg dergestalt zu einem Zentrum dieses Teiles der Geschichtswissenschaft. Er förderte u. a. Walter Kuhn, Gotthold Rhode, Bruno Schumacher und Werner Trillmich. Der österreichische Historiker Otto Brunner folgte 1954 Hermann Aubin. Auch er förderte eine Reihe von Wissenschaftlern; beispielsweise Walther Lammers, Heinz Stoob und Albrecht Timm. 1959/60 bekleidete Brunner das Amt des Rektors der Universität. Brunners Nachfolger am Historischen Seminar wurde 1967 Ludwig Buisson.
1948 trat Fritz Fischer seine 1942 genehmigte Stelle an. Zuvor war Egmont Zechlin Mitglied des Lehrkörpers geworden, einer seiner späteren Gegner in der sogenannten Fischer-Kontroverse, die sich mit der Verantwortung für den Beginn des Ersten Weltkrieges auseinandersetzte. Fischer lehrte am Historischen Seminar bis 1973. Seit dem Jahr 1961 trug sein neuzeitliches Ordinariat den Zusatz ’unter besonderer Berücksichtigung der Zeitgeschichte’. Fritz Fischer folgte Bernd-Jürgen Wendt; diesem Angelika Schaser. Egmont Zechlin wurde 1967 emeritiert. Seine Nachfolge trat Günter Moltmann an. Ihm folgte 1992 Norbert Finzsch beziehungsweise 2003 Claudia Schnurmann.
Paul Johansen kehrte erst 1956 aus der Kriegsgefangenschaft zurück. Er starb 1965. 1969 wurde Klaus-Detlev Grothusen Professor für Osteuropäische Geschichte an der Hamburger Universität. Ihm folgte 1994 Frank Golczewski.
1967 wurde erstmals am Historischen Seminar eine Professur mit einer Frau besetzt: Inge Buisson war die erste Geschichtsprofessorin in Hamburg. Die zweite Professur erhielt 1984 Barbara Vogel. Zu diesem Zeitpunkt war Inge Buisson bereits im Ruhestand. Zwei Professorinnen gleichzeitig wies das Historische Seminar erst 1991 auf, als Claudia Opitz-Belakhal berufen wurde.
In den 1960er und 1970er vergrößerte sich die Anzahl derjenigen erheblich, welche an der Universität Hamburg das Fach Geschichte studierten. In der Folge stieg die Anzahl der Professuren am Seminar deutlich an. Mitte der 1990er Jahre sank die Anzahl der Stellen wieder.
Ende der 1980er Jahre wurde zum ersten Mal ein DV-Beauftragter für das Seminar benannt. Kersten Krüger, Professor für Skandinavische Geschichte, nahm diese Aufgabe wahr.
Seit dem Jahr 1997 ist das Historische Seminar über eine Professur mit der Forschungsstelle für Zeitgeschichte in Hamburg verbunden.
Am Beginn des 21. Jahrhunderts wurde das Institut für Sozial- und Wirtschaftsgeschichte in das Historische Seminar integriert.
Professor für den neu hinzugekommenen Arbeitsbereich Public History ist Thorsten Logge.
Zu den Honorarprofessoren am Historischen Seminar gehört der Wissenschaftliche Leiter der Arbeitsstelle für Universitätsgeschichte, Rainer Nicolaysen.

## Studierende
Biografien werfen Schlaglichter auf jene, welche am Seminar studierten. Zwei Vizepräsidenten der Universität, Barbara Vogel und Arnold Sywottek, gehör(t)en zu diesen. Ebenso die Hochschullehrer Peter Borowsky und Klaus Saul, um weitere zu nennen. Wie das Geschichtsstudium am Historischen Seminar seit der Gründung der Universität verlief, ist bis zum Jahr 2016 noch nicht erforscht worden. Studentisches Gemeinschaftsleben wird ansatzweise sichtbar am Beispiel des Historischen Clubs, der von 1949 bis 1969 bestand. Hinsichtlich der Vermittlung des fachlichen Wissens ist festzuhalten, dass die Einführung in die Geschichtswissenschaft nicht allein in Hamburg über einen langen Zeitraum mithilfe einer Veröffentlichung erfolgte, welche Lehrende des Historischen Seminars schrieben; Peter Borowsky, Barbara Vogel und Heide Wunder.

## Einzelne Lehrende und Studierende
Außer den im Artikel selbst genannten gehör(t)en (auch) zur Gruppe derjenigen, welche am Historischen Seminar lehr(t)en und/oder studierten: Gerhard Ahrens, Henning Albrecht, Knud Andresen, Norbert Angermann, Klaus Arnold, Frank Bajohr, Hermann Bengtson, Rainer Bernhardt, Jochen Bleicken, Helmut Böhme, Thomas Bohn, Jürgen Bolland, Bernd Bonwetsch, Dirk Brietzke, Ursula Büttner, Peter Classen, Gabriele Clemens, Christoph Dartmann, Philippe Depreux, Horst Dippel, Hans-Jürgen Döscher, Andreas Eckert, Joachim Ehlers, Norbert Ehrhardt, Christiane Eisenberg, Michael Epkenhans, Fritz T. Epstein, Ferdinand Fehling, Markus Friedrich, Karl Christian Führer, Henner Fürtig, Detlef Garbe, Imanuel Geiss, Hans-Werner Goetz, Hans-Jürgen Goertz, Walter Grab, Hans-Jürgen Grabbe, Heinz Mosche Graupe, Bernd Greiner, Thomas Großbölting, Michael Grüttner, Wolf D. Gruner, Christian Habicht, Rudolf Haensch, Helmut Halfmann, Leonhard Harding, Kaja Harter-Uibopuu, Kirsten Heinsohn, Bernd-Ulrich Hergemöller, Rainer Hering, Alfred Herrmann, Peter Herrmann, Arno Herzig, Marie-Elisabeth Hilger, Dietrich Hoffmann, Gabriele Hoffmann, Wilhelm Hoffmann, Marietta Horster, Hans Ulrich Instinsky, Werner Jochmann, Klaus-Peter Johne, Dietmar Kienast, Marion Kobelt-Groch, Franklin Kopitzsch, Stefan Kroll, Birthe Kundrus, Dieter Langewiesche, Richard Laqueur, Hans-Dieter Loose, Ina S. Lorenz, Klaus-Joachim Lorenzen-Schmidt, Jürgen Mirow, Joachim Molthagen, Ulrich Mücke, Klaus-Jürgen Müller, Achatz von Müller, Dieter von der Nahmer, Gerhard Oestreich, Karin Orth, Frank Otto, Sabine Panzram, Johannes Paul, Horst Pietschmann, Ernst Pitz, Rainer Postel, Friedrich-Karl Proehl, Joachim Radkau, Michael Rathmann, Heinrich Reincke, Monika Richarz, Werner Rieß, Hedwig Röckelein, Monica Rüthers, Jürgen Sarnowsky, Axel Schildt, Ulf Schmidt, Claudia Schnurmann, Wilhelm Heinz Schröder, Stefanie Schüler-Springorum, Rolf Sprandel, Helmut Stubbe da Luz, Joachim Tauber, Gerhard Theuerkauf, Helga Timm, Ulrich Troitzsch, Ralph Tuchtenhagen, Volker Ullrich, Silke Urbanski, Bernd Wegner, Dorothee Wierling, Michael Wildt, Eckart Wörtz, Rainer Wohlfeil, Jürgen Zimmerer, Jan Zimmermann.